# راب هدن
راب هدن (انگلیسی: Rob Hedden؛ زادهٔ ۲ مارس ۱۹۵۴) کارگردان فیلم اهل ایالات متحده آمریکا است.
از فیلم‌ها یا مجموعه‌های تلویزیونی که وی در آن‌ها نقش داشته‌است، می‌توان به محکوم، مستعمره و نایت رایدر ۲۰۰۰ اشاره نمود.